# Saison 2 des 100
Chronologie
Saison 1 Saison 3
La deuxième saison de les 100 (The 100), série télévisée américaine, est constituée de seize épisodes diffusée du 22 octobre 2014 au 11 mars 2015 sur The CW, aux États-Unis.

## Synopsis
Les habitants de l'Arche ont réussi à atteindre la Terre sains et saufs, utilisant les fusées de l'Arche comme propulseurs. Le chancelier Jaha a cependant été contraint de rester dans l'espace, afin d'actionner le lancement des fusées qui n'a pu se faire automatiquement. Sur Terre, les survivants des 100 ont fini par vaincre les Natifs en utilisant l'allumage de la navette.
Les 100 qui ont survécu ont ainsi été transportés au Mont Weather. Celui-ci est habité par des survivants de l'holocauste d'il y a 97 ans, pour qui il est impossible de sortir à l'air libre irradié. S'ils intègrent les survivants, ce n'est cependant pas innocemment, comme le découvre Clarke, qui comprend rapidement le problème que pose le Mont Weather, et son rôle dans des événements précédents. 
Les rapports avec les Natifs se complexifient, car ils ont eux aussi une revanche à prendre sur le Mont Weather, qui devient rapidement un ennemi commun pour les Natifs et les habitants de l'Arche, entre qui une alliance s'avère nécessaire.

## Distribution

### Acteurs principaux
- Eliza Taylor-Cotter (VF : Karine Foviau) : Clarke Griffin
- Paige Turco (VF : Emmanuèle Bondeville) : Abigail « Abby » Griffin
- Thomas McDonell (VF : Alexandre Gillet) : Finn Collins (épisodes 1 à 9)
- Bob Morley (VF : Alexandre Guansé) : Bellamy Blake
- Marie Avgeropoulos (VF : Alice Taurand) : Octavia Blake
- Devon Bostick (VF : Donald Reignoux) : Jasper Jordan
- Lindsey Morgan (VF : Daniela Labbé-Cabrera) : Raven Reyes
- Ricky Whittle (VF : Jean-Baptiste Anoumon) : Lincoln
- Christopher Larkin (VF : Adrien Larmande) : Monty Green
- Isaiah Washington (VF : Jean-Paul Pitolin) : Thelonious Jaha
- Henry Ian Cusick (VF : Bruno Choël) : Marcus Kane

### Acteurs récurrents
- Joseph Gatt
- Richard Harmon (VF : Alexis Tomassian) : John Murphy
- Alycia Debnam-Carey (VF : Sandra Valentin) : Lexa (épisodes 6 à 10 + 12 à 15)
- Dichen Lachman (VF : Pamela Ravassard) : Anya (épisodes 2 à 4)
- Alessandro Juliani (VF : Sébastien Finck) : Sinclair
- Sachin Sahel (VF : Stéphane Fourreau) : Jackson
- Eve Harlow (VF : Zina Khakhoulia) : Maya Vie
- Jarod Joseph (VF : Romain Altché) : Miller
- Raymond J. Barry (VF : Pierre Dourlens) : Dante Wallace
- Johnny Whitworth (VF : Anatole de Bodinat)  : Cage Wallace
- Ty Olsson (VF : Jean-Alain Velardo) : Nyko
- Katie Stuart (VF : Valérie Decobert) : Zoe Monroe
- Keenan Tracey (VF : Maxime Nivet) : Sterling
- Adina Porter (VF : Maïk Darah) : Indra
- Jedidiah Goodacre : Craig (épisodes 10, 12, 14 et 16)

### Invités
- Eli Goree (VF : Namakan Koné) : Wells Jaha (épisode 2)

## Diffusion
- La saison est disponible le lendemain de sa diffusion américaine au Canada sur Netflix[1].
- La diffusion francophone va se dérouler ainsi :

En France, la saison sera diffusée à partir du 15 septembre 2015 sur Syfy France et aussi sur France 4 à partir du 25 mars 2016 ;
Au Québec, à partir du 4 janvier 2016 sur VRAK ;
Aucune information concernant les autres pays francophones n'est connue.

## Liste des épisodes

### Épisode 1:48
- États-Unis : 22 octobre 2014 sur The CW[3]
- Canada : 23 octobre 2014 sur Netflix[1]
- France : 15 septembre 2015 sur Syfy France[2]
- Québec : 4 janvier 2016 sur VRAK

- États-Unis : 1,54 million de téléspectateurs[4] (première diffusion)

Clarke remarque à travers le hublot de la porte de sa chambre blanche que l'un de ses camarades a disparu de la pièce voisine. Elle décide de s'évader. Prenant une femme en otage, elle réussit à s'échapper et se fait conduire à l'endroit où se trouvent ses camarades. Mais une surprise l'attend : devant elle, des personnes endimanchées prennent le thé dans une salle remplie d'œuvres d'art. Il lui est alors expliquée qu'elle a été sauvée par les habitants du mont Weather, qui, contrairement à elle et son « peuple », ne sont pas immunisés contre les radiations.
Pendant ce temps, dans la navette du camp des 100, Raven, blessée mais en vie, est rejointe par Murphy. Bellamy retrouve Monroe et Sterling, et ensemble, ils partent sauver Finn, qui était retenu prisonnier par un terrien. Ce dernier capture Bellamy et s’apprête à tuer les deux autres lorsqu'il se fait tuer par Kane. De retour au camp avec un groupe des habitants de l'Arche, Bellamy attaque Murphy, mais il est arrêté par Kane. 
De son côté, Lincoln essaye de sauver Octavia d'un empoisonnement, en vain. Désespéré, il décide de l'emmener dans son village pour chercher un antidote. Avant de partir, elle dit voir un monstre mais Lincoln la pense victime d'hallucinations. En arrivant a proximité du village, Octavia voit les restes d'une immense statue, qui se trouve être un vestige du Lincoln Memorial situé à l'époque à Washington D.C.

### Épisode 2:Mal des montagnes
- États-Unis : 29 octobre 2014 sur The CW
- Canada : 30 octobre 2014 sur Netflix
- France : 15 septembre 2015 sur Syfy France[2]
- Québec : 11 janvier 2016 sur VRAK

- États-Unis : 1,48 million de téléspectateurs[5] (première diffusion)

- Eli Goree (Wells Jaha)

Jaha se retrouve seul sur l'Arche et décide de mettre fin à ses jours. Mais après avoir coupé l'alimentation électrique, il entend des cris de bébé. Il retrouve l'enfant, change d'avis et décide de rejoindre la Terre. Sur le point de partir, il s'aperçoit que le bébé n'est qu'une hallucination due au manque d'oxygène.
Raven est opérée pour extraire la balle de son dos, accompagnée et rassurée par Finn. À son réveil, Abby se rend compte qu'elle a perdu l'usage de sa jambe gauche. Murphy est arrêté et enfermé avec Bellamy. Il lui explique qu'il ne les a trahis qu'après trois jours de torture.
Clarke se montre encore suspicieuse vis-à-vis de ses hôtes et découvre qu'ils enlèvent les Terriens immunisés contre les radiations pour survivre : ils se transfusent leur sang.

### Épisode 3:Actes et Conséquences
- États-Unis : 5 novembre 2014 sur The CW
- Canada : 6 novembre 2014 sur Netflix
- France : 22 septembre 2015 sur Syfy France[2]
- Québec : 18 janvier 2016 sur VRAK

- États-Unis : 1,68 million de téléspectateurs[6] (première diffusion)

Dans la "salle des prélèvements", Clarke découvre Anya, la cheffe des Natifs, en cage et quasiment vidée de son sang. Elles réussissent à se sauver par l'évacuation qui sert aux habitants du mont Weather pour se débarrasser des cadavres. Une fois sorties, Anya assomme Clarke pour la ramener comme trophée.
Abby est punie pour avoir aidé Murphy, Bellamy, Finn, Monroe et Sterling à se procurer des armes afin de sauver leurs amis dont ils ignorent la localisation. Ils réussissent à capturer un Terrien et lui font dessiner une carte qui explique comment retrouver leurs amis. Enfin, malgré l'interdiction de Bellamy, Finn perd son sang froid et abat le Terrien sous le regard horrifié de ses camarades.
Finn est totalement bouleversé par la disparition de Clarke, et son amour pour elle lui joue des tours. En effet, son comportement change, son côté sombre surgit, et ne veut surtout pas se faire à l'idée que Clarke est morte.

### Épisode 4:Les Meilleurs Ennemis
- États-Unis : 12 novembre 2014 sur The CW
- Canada : 13 novembre 2014 sur Netflix
- France : 22 septembre 2015 sur Syfy France[2]
- Québec : 25 janvier 2016 sur VRAK

- États-Unis : 1,75 million de téléspectateurs[7] (première diffusion)

- Finn Wolfhard (Zoran)

Jaha a atterrit en plein désert. Il est recueilli par une famille en exil car leur fils est défiguré. Il se lie avec l'enfant, mais le père le livre à un inconnu en échange d'une récompense.
Bellamy, Finn et les autres trouvent Mel, une amie de Sterling, accrochée à une branche dans un ravin. Sterling descend la chercher avec une corde, mais elle cède, et il tombe dans le vide. Bellamy descend à son tour, avec une autre corde, et il réussit à rattraper Mel, mais ils sont alors attaqués par des Terriens. Monroe, en couvrant Finn et Murphy pendant qu'ils tentent de remonter Bellamy, est touchée à la jambe. Les Terriens sont alors repoussés par Octavia grâce à sa corne de brume. Finn et Murphy reprennent leur chemin pendant que Bellamy et Octavia ramènent Monroe au camp pour la soigner.
Raven est chargée de fabriquer une balise radio et doit s'habituer à son infirmité. Elle a alors l'idée d'utiliser un ballon-sonde.
Clarke réussit à prendre le dessus sur Anya et à trouver le camp grâce au ballon. Elles décident donc de se séparer et concluent un accord, dans lequel Anya promet d’aider à faire tomber le Mont Weather. Elles se séparent, mais se font tirer dessus par les sentinelles du camp : Anya est tuée sur le coup.

### Épisode 5:Expérimentations
- États-Unis : 19 novembre 2014 sur The CW
- Canada : 20 novembre 2014 sur Netflix
- France : 29 septembre 2015 sur Syfy France
- Québec : 1er février 2016 sur VRAK

- États-Unis : 1,64 million de téléspectateurs[8] (première diffusion)

Après avoir été prise pour une Terrienne, Clarke est ramenée au camp et soignée par sa mère. Peu après son réveil, Bellamy, Octavia, Monroe et Mel reviennent au camp. Clarke saute dans les bras de Bellamy puis d'Octavia et apprend que Finn est parti à sa recherche. Quand elle leur apprend que les 47 ont été enlevés par les "Hommes de la Montagne", ils demandent à Abby d'envoyer des soldats chercher Finn et Murphy ; mais elle préfère les envoyer à la recherche de Kane. Raven aide alors Octavia, Clarke et Bellamy à quitter le camp.
Finn et Murphy arrivent au village de Lincoln. À la nuit tombée, Finn brûle leurs réserves de nourriture et ils capturent les villageois. Ils fouillent le village mais ne trouvent personne. Les villageois affirment que le borgne qui les a mené à eux, a été banni, et qu'il les a envoyé là pour qu'ils le vengent. Finn perd la raison à cause de la disparition de Clarke, refuse d'y croire et lorsqu'un villageois essaie de s'enfuir, il massacre quelques uns jusqu'à l'arrivée de Clarke, horrifiée par ce qu'elle vient de voir.
Kane décide de faire un premier pas vers la paix, jette ses armes puis délivre son prisonnier. Mais celui-ci en profite pour l’assommer et l'enferme avec Jaha.
Au Mont Weather, Jasper apprend que Clarke s'est enfuie. Alors qu'il hésite à partir à sa recherche, Maya est exposée aux radiations. Pour la sauver, il doit lui transfuser son sang. L'expérience réussit et permet de prouver que le sang du peuple du ciel est plus efficace que celui des Natifs.

### Épisode 6:Le Brouillard de la guerre
- États-Unis : 3 décembre 2014 sur The CW
- Canada : 4 décembre 2014 sur Netflix
- France : 29 septembre 2015 sur Syfy France
- Québec : 8 février 2016 sur VRAK

- États-Unis : 1,86 million de téléspectateurs[9] (première diffusion)

De retour au camp, Finn et Murphy sont pardonnés pour tous leurs crimes. Raven découvre que ce sont les gens qui vivent au Mont Weather qui brouillent les communications et ont fait s'écraser le vaisseau Exodus. Abby organise alors une expédition pour détruire le brouilleur mais ils sont stoppés par le brouillard.
Clarke et Finn, cachés dans le bunker, discutent de ce qu'ils sont devenus. Finn regrette terriblement ses actes en affirmant ne plus savoir qui il est. 
Bellamy et Octavia se réfugient dans un ancien parking souterrain où ils se retrouvent face à Lincoln, devenu faucheur. Raven réussit quant à elle à intercepter les communications du Mont Weather.
Kane et Jaha sont forcés de s'entretuer pour punir le massacre qu'a commis Finn, sous l'œil d'une jeune femme, Lexa. Jaha choisit de la prendre en otage mais elle se révèle être le commandant des Terriens. Elle comprend le réel désir de paix de Kane mais libère Jaha avec un message : « Partez ou mourez ».

### Épisode 7:Plongée dans l'abîme
- États-Unis : 10 décembre 2014 sur The CW
- Canada : 11 décembre 2014 sur Netflix
- France : 6 octobre 2015 sur Syfy France
- Québec : 15 février 2016 sur VRAK

- États-Unis : 1,62 million de téléspectateurs [10] (première diffusion)

Abby, chancelière, doit prendre une décision : rester et se battre, ou fuir pour préserver la population en abandonnant les 47 au mont Weather. Elle décide d'abord de fuir pour le bien du peuple, mais elle change ensuite d'avis grâce à Clarke, qui découvre une monnaie d'échange pour les ennemis à leur portes : elle sait maintenant comment rendre aux démons, ennemis des Natifs, leur forme humaine.
Finn émet des regrets et fait comprendre à Clarke qu'il sera hanté à jamais par ses actes. Clarke le rassure en lui disant qu'il sera sauvé. Elle teste sa méthode sur Lincoln, transformé peu avant par les habitants du mont Weather. Malgré quelques complications, la tentative est globalement un succès. Voyant Lincoln revenu à lui-même, Lexa accepte une trêve, mais fixe toutefois une condition : que Finn leur soit livré pour le tuer.

### Épisode 8:Spacewalker
- États-Unis : 17 décembre 2014 sur The CW [11]
- Canada : 18 décembre 2014 sur Netflix
- France : 6 octobre 2015 sur Syfy France
- Québec : 22 février 2016 sur VRAK

- États-Unis : 1,40 million de téléspectateurs[12] (première diffusion)

### Épisode 9:Fragile Alliance
- États-Unis : 21 janvier 2015 sur The CW
- Canada : 22 janvier 2015 sur Netflix
- France : 13 octobre 2015 sur Syfy France
- Québec : 29 février 2016 sur VRAK

- États-Unis : 1,48 million de téléspectateurs[13] (première diffusion)

Après avoir poignardé Finn, Clarke est hantée par sa mémoire et le voit à plusieurs reprises. Pour sceller l'alliance entre les Natifs et le peuple du ciel, Lexa déclare que le corps de Finn doit être brûlé avec les corps des 18 personnes qu'il a tué. Un buffet est organisé pour l'occasion au camp d'Indra (une cheffe de guerre des Natifs), et Marcus offre une bouteille d'alcool en guise de présent. Lexa propose à Clarke de boire une coupe avec elle mais son bras droit boit une gorgée en premier et fait un malaise. Les Terriens déclarent alors que l'alcool est empoisonné, et décident de punir le peuple du ciel en torturant Raven sur qui ils ont trouvé le poison. Clarke découvre que le poison a été mis dans la coupe de Lexa et non dans l'alcool lui-même, et elle en fait part à Lexa. Démasqué par Bellamy, le bras droit de Lexa reconnaît avoir empoisonné la coupe. Il est alors torturé, puis tué, maintenant ainsi l'alliance.

### Épisode 10:La Trêve
- États-Unis : 28 janvier 2015 sur The CW
- Canada : 29 janvier 2015 sur Netflix
- France : 13 octobre 2015 sur Syfy France
- Québec : 7 mars 2016 sur VRAK

- États-Unis : 1,53 million de téléspectateurs[14] (première diffusion)

Lexa et Clarke font une réunion avec leurs chefs de guerre respectifs. Clarke propose d'attendre la réponse de Bellamy, parti avec Lincoln infiltrer les hommes de la montagne en se faisant passer pour des démons. Quint, un des chefs de guerre, refuse de l'attendre et dit ne pas faire confiance à Clarke. Lors d'une pause pendant la réunion, Clarke se fait poursuivre par Quint, qui veut venger son frère tué lors du premier assaut des Natifs sur le camp des 100. Le commandant Byrne, chargé de la protection de Clarke, se fait tuer. Lexa la sauve in extremis. Un gorille géant apparaît alors et poursuit Lexa, son garde du corps et Clarke. Le garde est tué mais Clarke réussit à sauver Lexa.

### Épisode 11:Cheval de Troie
- États-Unis : 4 février 2015 sur The CW
- Canada : 5 février 2015 sur Netflix
- France : 20 octobre 2015 sur Syfy France
- Québec : 14 mars 2016 sur VRAK

- États-Unis : 1,51 million de téléspectateurs[15] (première diffusion)

Bellamy, emprisonné, est utilisé pour soigner un homme de la montagne. Au moment où l'extraction de sang commence, Maya le sauve. Un garde la surprend et se fait étrangler par Bellamy. Celui-ci tente alors de rejoindre les 47 avec l'aide de Maya.
Pendant ce temps, Jasper rencontre Dante, le Chef des hommes de la montagne, et lui demande où se trouvent Monty et un autre camarade. Dante lui avoue n'en rien savoir, car il s'est fait doubler par son fils Cage et le docteur Tsing. Estimant que tout cela va trop loin, Dante décide de libérer les 47, mais son fils effectue un coup d'état et l'enferme dans une salle de la prison. 
Les hommes de la montagne essayent de tuer Clarke. L'un d'eux est capturé et soigné au camp. Abby essaye de faire pression sur Clarke en donnant des ordres en tant que chancelière, mais le pouvoir a changé de main depuis son alliance avec Lexa, comme le constate Marcus. 

### Épisode 12:Conseil de guerre
- États-Unis : 11 février 2015 sur The CW
- Canada : 12 février 2015 sur Netflix
- France : 20 octobre 2015 sur Syfy France
- Québec : 21 mars 2016 sur VRAK

- États-Unis : 1,36 million de téléspectateurs[16] (première diffusion)

Cage fait enfermer son père en quarantaine afin de prendre le contrôle des opérations. Il ordonne la capture des 47 et le prélèvement de leur moelle osseuse. 
Bellamy, infiltré, se faufile dans le secteur où l'ancien président est retenu prisonnier et lui demande de l'aide pour sauver ses amis, sachant que celui-ci est de son côté. Le temps presse car les siens sont séquestrés dans leur dortoir, au niveau 5, et ils sont emmenés en salle d'opération tour à tour toutes les quatre heures.
Dehors, les alliés se réunissent en vue de la grande bataille. Le plan fonctionne bien jusqu'à ce que Bellamy surprenne une conversation entre celui qui devait délivrer le message de Clarke et le nouveau président. Ceux-ci prévoient de lancer un missile sur la zone de la rencontre des clans afin d'éliminer les chefs. En apprenant cela, Clarke part sur les lieux de la future attaque pour avertir Lexa et les autres. Cette dernière la convainc de ne pas informer les leurs de ce qui se prépare, car le peuple des montagnes sauraient qu'ils ont un informateur infiltré s'ils évacuaient tout le monde. Clarke consent difficilement et ne prévient que sa mère. Abby est horrifiée d'apprendre que sa fille a laissé autant des leurs mourir. Octavia et Lincoln en sortent indemnes, mais rien n'est certain pour Marcus et Indra, qui étaient aussi sur les lieux. 
Aux mont Weather, Bellamy ouvre une brèche au niveau 5, grâce aux indications de Dante. Le docteur Tsing et plusieurs gardes meurent alors sous l'intensité des radiations. 

### Épisode 13:Résurrection
- États-Unis : 18 février 2015 sur The CW
- Canada : 19 février 2015 sur Netflix
- France : 27 octobre 2015 sur Syfy France
- Québec : 28 mars 2016 sur VRAK

- États-Unis : 1,42 million de téléspectateurs[17] (première diffusion)

### Épisode 14:Vérités et Mensonges
- États-Unis : 25 février 2015 sur The CW
- Canada : 26 février 2015 sur Netflix
- France : 27 octobre 2015 sur Syfy France
- Québec : 4 avril 2016 sur VRAK

- États-Unis : 1,55 million de téléspectateurs[18] (première diffusion)

Thelonious et les autres, en route vers la "cité des lumières", rencontrent des mines en chemin.

### Épisode 15:Sang pour sang, première partie
- États-Unis : 4 mars 2015 sur The CW
- Canada : 5 mars 2015 sur Netflix
- France : 3 novembre 2015 sur Syfy France
- Québec : 11 avril 2016 sur VRAK

- États-Unis : 1,49 million de téléspectateurs[19] (première diffusion)

La guerre est déclarée, les Natifs et le peuple du ciel s'approchent du portail du Mont Weather, tandis que Bellamy, toujours à l’intérieur, s'attaque à la tâche qui l'avait emmené là-haut : libérer les Natifs. 
Le nouveau président demande que les personnes ayant aidé le peuple du ciel à se cacher à l'intérieur du Mont Weather soient retrouvées et exécutées.
Plus tard, le portail donnant accès à Mont Weather s'ouvre mais Lexa arrive, ordonnant à son peuple de se retirer. Les Natifs lui obéissent, et on apprend que Lexa a fait un marché avec le Mont Weather assurant la vie sauve aux Natifs présents à l'intérieur, à condition que leur armée se retire ensuite, annulant la guerre. Ce marché ne prend pas en compte le peuple du ciel, qui reste coincé à l'intérieur. Lexa explique qu'elle a fait passer son peuple avant tout, tout comme Clarke l'aurait fait. Cette dernière se sent blessée et trahie. Lexa lui dit « Puissions-nous nous retrouver » et part, emprisonnant Lincoln qui voulait rester se battre.
Quant au groupe d'Indra, il se retire également à l'exception d’Octavia qui annonce qu'elle n'est pas chez elle et qu'elle ne partira pas sans son frère. Indra lui annonce alors qu'elle n'est plus son second.

### Épisode 16:Sang pour sang, deuxième partie
- États-Unis : 11 mars 2015 sur The CW
- Canada : 12 mars 2015 sur Netflix
- France : 3 novembre 2015 sur Syfy France
- Québec : 18 avril 2016 sur VRAK

- États-Unis : 1,34 million de téléspectateurs[20] (première diffusion)

Thelonius et les trois autres tentent de suivre en mer la direction du drone, désormais disparu, et voient à leur grand soulagement le halo d'un phare. Leur joie est de courte durée car des poissons mangeurs d'hommes attaquent le bateau. L'un des hommes se fait dévorer, l'autre est poussé à la mer par Thelonius et subit le même sort. Thelonius parvient à survivre avec Murphy, blessé au bras et révolté par les actions de l'ex-chancelier. Arrivés sur une île où ils se séparent, chacun, de son côté, fait une découverte étonnante. 
Clarke, trahie par la femme qu'elle a embrassée, n'abandonne pas et retrouve Octavia. Bellamy, Jasper, Monty et Maya leur ouvrent un accès afin qu'ils puissent tenter de sauver leurs amis. Mais tout ne se passe pas comme prévu. Clarke emploie alors la manière forte et tue Dante. 
Cage, révolté, décide de faire passer Abby sur la table à prélèvement de moelle osseuse à la place de Raven. Clarke, voyant sa mère par vidéo, décide de n'avoir aucun scrupule et, avec l'aide de Bellamy et Monty, fait entrer l'air extérieur dans l'établissement. Tout le peuple des montagnes meurt alors des radiations, à l'exception de Carl Emerson et Cage Wallace, tandis que le peuple du ciel est libre. Peu après s'être échappé du Mont Weather, Cage est tué par Lincoln qui, emprisonné par Lexa puis libéré par Indra, est revenu pour aider Octavia et les autres.
Le peuple du ciel, ainsi que les adolescents libérés reviennent tous au camp Jaha. Clarke, rongée par la culpabilité, ne peut se résoudre à y revenir et fait ses adieux à Monty et Bellamy. 
À son réveil sur l'île, Murphy voit un phare. Il décide de s'en approcher, mais heurte un panneau solaire. En le nettoyant de la terre qui s'était accumulée, il alimente de nouveau le phare en énergie, et entend une musique provenant de l'intérieur. Après avoir pénétré dans des locaux luxueux et immaculés puis s’y être restauré, il visionne la vidéo d'un homme, empli de remords, confessant n'avoir pas pu empêcher quelqu'un "possédant des codes de lancement" de commettre l'irréparable, avant de se suicider face à la caméra.